# Genossenschaft Migros Aare
Die Genossenschaft Migros Aare (GMAA) ist eine von zehn Genossenschaften der Migros. Sie hat ihren Sitz in Moosseedorf und ist ein rechtlich eigenständiges Unternehmen innerhalb des Migros-Genossenschafts-Bundes (MGB). Die Migros Aare entstand 1998 aus einer Fusion der Genossenschaften Bern und Aargau/Solothurn. Gemessen am Umsatz ist sie die grösste aller Migros-Genossenschaften.

## Organisation und Kennzahlen

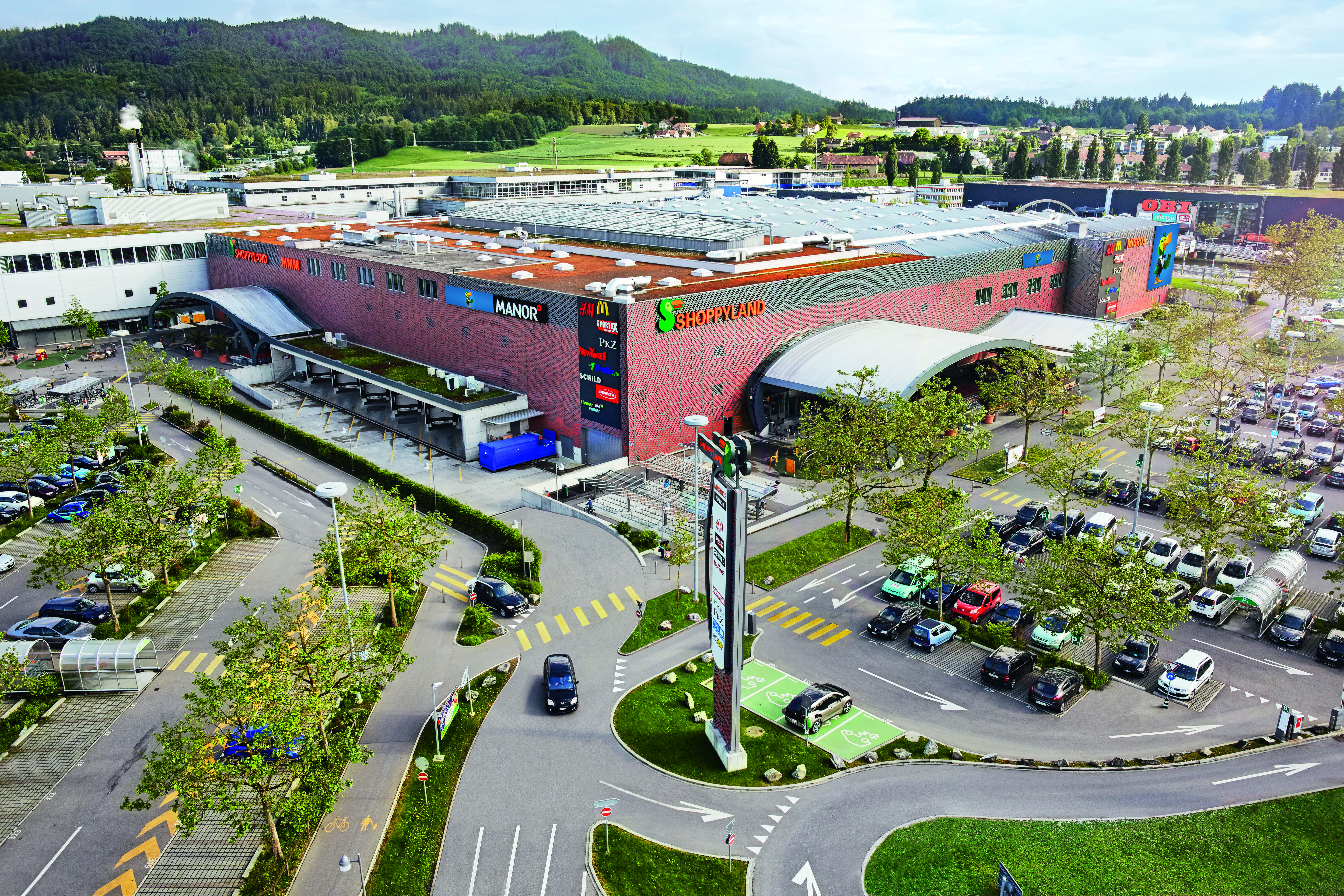
Shoppyland Schönbühl

Das Einzugsgebiet der Migros Aare umfasst die Kantone Aargau, Bern (ohne den französischsprachigen Berner Jura) und Solothurn (ohne das Schwarzbubenland). Benannt ist die Genossenschaft nach dem Fluss Aare, der durch alle drei Kantone fliesst. Am Genossenschaftskapital des MGB hält sie einen Anteil von 19,7 %. Im Jahr 2024 zählte die Migros Aare 539'933 Genossenschafter, die durch einen alle vier Jahre neu gewählten Genossenschaftsrat mit 60 Mitgliedern vertreten werden. 17 der Ratsmitglieder sind gleichzeitig Delegierte an die Delegiertenversammlung des MGB. 2024 erwirtschafteten 8'511 Mitarbeiter einen Umsatz von 3,260 Milliarden Franken. Der Hauptsitz der Genossenschaft ist das Verteilzentrum neben dem Shoppyland Schönbühl in Moosseedorf.
Um die Effektivität des Supermarktgeschäft zu steigern nahm am 1. Januar 2024 die zentral gesteuerte Migros Supermarkt AG als Tochterunternehmen des MGB den Betrieb auf.

## Geschäftstätigkeit
Zur Genossenschaft Migros Aare gehörten mit Stand 2024 u. a.:
- 128 Supermärkte
- 027 Einkaufszentren
- 048 Voi-Verkaufsstellen
- 051 Gastronomiebetriebe (M-Restaurants, M-Take-away)

Ebenso ist die Genossenschaft im Auftrag der 1995 vom MGB gegründeten Stiftung Gurten-Park im Grünen für den Unterhalt des Freizeitparks auf dem Berner Hausberg Gurten zuständig.

## Geschichte

### Migros Bern
Die Migros stiess im Kanton Bern auf hartnäckigen Widerstand der Behörden und mittelständischen Gewerbetreibenden. Am 25. März 1930 eröffnete sie ihren ersten Laden in Bern, zwei Tage später erfolgte der Eintrag der Berner Zweigniederlassung ins kantonale Handelsregister. Als am selben Tag erstmals Verkaufswagen ausfuhren, beschlagnahmte die Berner Stadtpolizei diese vorübergehend wegen fehlender Bewilligungen; die mitgeführten Waren lagerte sie ein. Diese Auseinandersetzung bescherte der Migros sogleich viel Gratiswerbung. Die vom Journalisten Alfred A. Häsler verbreitete Legende, wonach einer der Angestellten von einem Flugzeug aus Flugblätter auf die Stadt abgeworfen haben soll, um gegen das Verkaufswagenverbot zu protestieren, ist aufgrund fehlender neutraler Quellen schwer überprüfbar. Schliesslich lag am 2. Juni 1930 die Bewilligung für drei Verkaufswagen vor.
Migros-Gründer Gottlieb Duttweiler verwickelte die Kantonsbehörden aufgrund der willkürlich hohen Gebühren in Verwaltungsverfahren, die er bis ans Bundesgericht weiterzog. Als er sich im Februar 1931 in einem anderen Rechtsfall weigerte, eine Geldbusse von 400 Franken zu bezahlen, wurde ihm eine Kommode gepfändet. Er empfand dies als besonders ungerecht, da das Urteil nur wegen eines Berechnungsfehlers des Berner Obergerichts zustande gekommen war und nicht angefochten werden konnte. In einem Flugblatt, das er Kaffee- und Mehlpaketen beilegen liess, wandte er sich direkt an die Berner Kundschaft und bat sie darum, mittels beigelegtem Postcheckformular jeweils zehn Rappen zugunsten der Migros einzuzahlen. Insgesamt gingen 4800 Zahlungen ein, den Überschuss von 80 Franken spendete er der Arbeitslosenfürsorge.
Nicht nur der Kanton, sondern auch die Gemeinden behinderten den ambulanten Handel. Etliche erliessen ein Halteverbot für Verkaufswagen auf ihrem Gemeindegebiet oder machten schikanöse Auflagen. Per 1. März 1932 beendete die Migros den Wagenverkauf im Kanton Bern. Jährlich wären für vier Wagen rund 50'000 Franken an kantonalen und kommunalen Gebühren fällig geworden, was annähernd 4 % des Wagenumsatzes entsprochen hätte. Dadurch wäre es nicht mehr möglich gewesen, die Preiskalkulation aufrechtzuerhalten. Gleichwohl sorgten die Filialen im Kanton Bern für die grösste Preisindexsenkung in der gesamten Schweiz. Am 7. November 1941 wandelte sich die Berner Zweigniederlassung in die Genossenschaft Migros Bern um. Nach dem Wegfall des Filialverbots im Jahr 1945 reichte der Platz des Lagers in Bern-Weyermannshaus nicht mehr aus, weshalb die Migros 1951 ein viermal grösseres Gebäude im Wankdorf-Quartier bezog. Dessen Nutzfläche hielt mit dem rasanten Wachstum bald ebenfalls nicht mehr Schritt. 1965 begann der Bau der Betriebszentrale Schönbühl in der Gemeinde Moosseedorf, die 1968 bezogen werden konnte. 1975 ging in dessen Nachbarschaft das Shoppyland Schönbühl in Betrieb, eines der ersten dezentralen Einkaufszentren der Schweiz. Die 55. Filiale der Migros Bern wurde im September 1976 in Münchenbuchsee eröffnet. Am 26. April 1991 kaufte die Genossenschaft dem französischen Detailhandelskonzern Carrefour ein Einkaufszentrum in Brügg ab.
1957 begann Ernst Berger aus Langnau im Emmental die Migros Bern mit Topfpflanzen zu beliefern. 1959 eröffnete die Migros eine Filiale in der Marktgasse in Bern.

### Migros Aargau/Solothurn
Der Regierungsrat des Kantons Aargau verbot 1926 die Ausfahrt von Verkaufswagen. Als das Bundesgericht die Aufhebung des Verbots anordnete, setzte der Regierungsrat die Gebühren so hoch an, dass die Migros bis 1952 auf den Einsatz von Verkaufswagen verzichtete. Stattdessen eröffnete sie am 6. Oktober 1927 in Aarau den ersten Migros-Laden ausserhalb Zürichs (den zweiten insgesamt). Die Gründung der Genossenschaft Migros Aargau erfolgte am 24. Januar 1942. Ihr Sitz war zunächst in Basel, ab 1946 in Aarau. Die Filialen in Aarau und Zofingen wurden von Basel aus beliefert, die übrigen von Zürich aus. Mit der Eröffnung der Betriebszentrale an der Hinteren Bahnhofstrasse in Suhr war die Genossenschaft ab 1. Juli 1949 auch betrieblich eigenständig. Rudolf Rey war ein Mitgründer der Migros Aargau.
Im Kanton Solothurn wurden die ersten Läden 1931 in Olten und im Kantonshauptort Solothurn eröffnet und zunächst von der Zweigniederlassung Basel betreut. Nach der Gründung der Genossenschaft Migros Solothurn am 22. November 1941 war die Berner Genossenschaft zuständig, ab 1. Januar 1959 die Aargauer Genossenschaft. Da sich die betriebliche Zusammenarbeit bewährte, drängte sich bald auch ein organisatorischer Zusammenschluss auf. Basierend auf einem Beschluss ihrer Mitglieder fusionierten die beiden Genossenschaften per 1. Januar 1967 zur neuen Genossenschaft Migros Aargau/Solothurn mit Sitz in Suhr. Ende 1967 zählte sie 83'317 Mitglieder und setzte mit 36 Läden und sechs Verkaufswagen 222,7 Millionen Franken um.
Als Ersatz für die zu klein gewordene Betriebszentrale südlich des Bahnhofs wurde am 24. September 1986 ein Neubau im Wynenfeld bezogen, unmittelbar an der Gemeindegrenze zu Buchs.

### Fusion zu Migros Aare

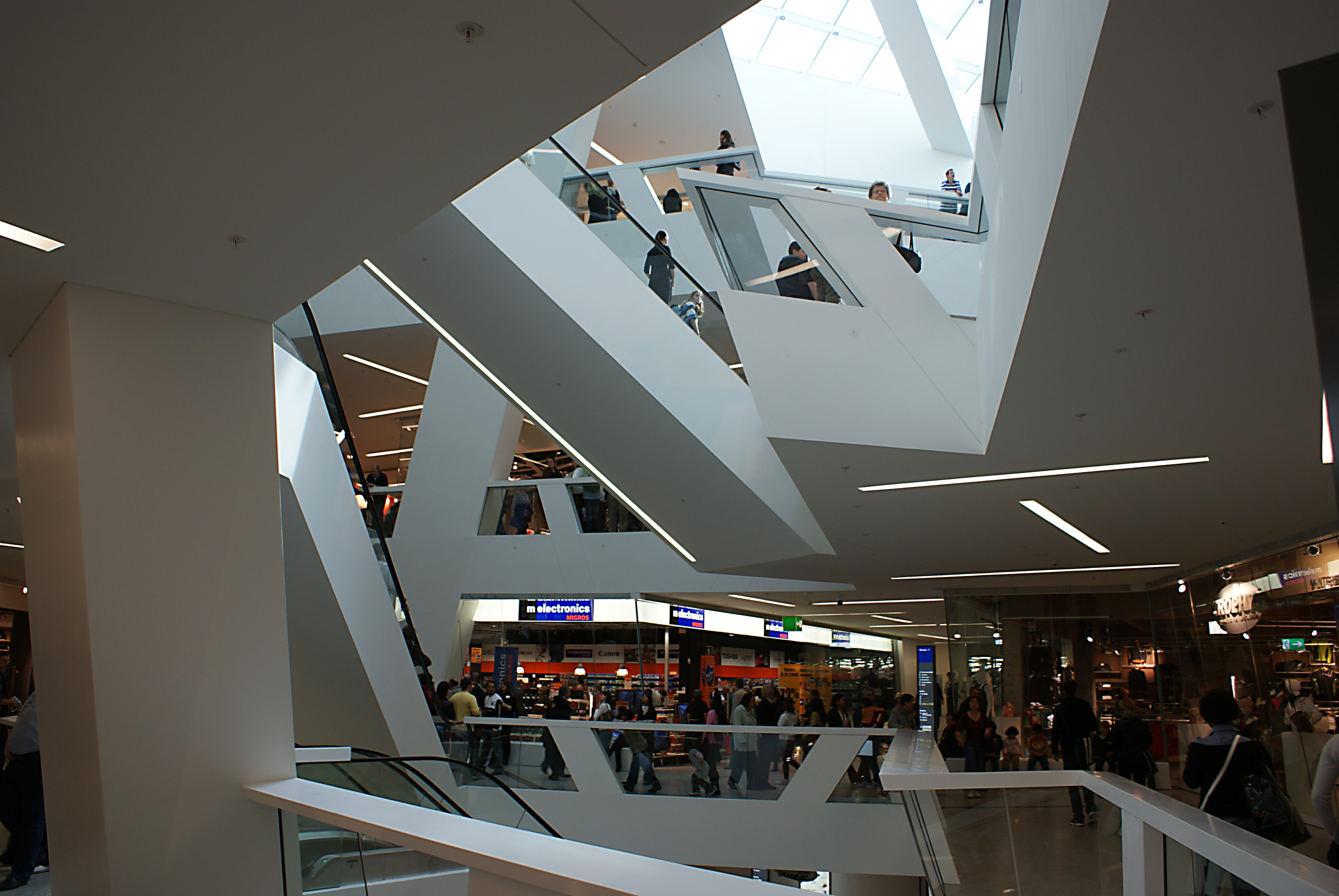
Einkaufszentrum Westside

Da es zwischen den Genossenschaften Bern und Aargau/Solothurn zahlreiche Synergien gab, hielten die Verantwortlichen ein Zusammengehen beider Organisationen für sinnvoll. Die Fusion zur Genossenschaft Migros Aare erfolgte am 22. Juni 1998. Mit 203 Verkaufsstellen, 7100 Mitarbeitern und einem Umsatz von 2,8 Milliarden Franken stieg sie sogleich zur grössten aller Migros-Genossenschaften auf. Die gesamte Logistik der Migros Aare war ab 1. Oktober 2000 in Schönbühl zusammengefasst. Das kleinere Verteilzentrum in Suhr wurde als Migros Verteilzentrum Suhr AG innerhalb des MGB verselbständigt und spezialisierte sich auf die Belieferung aller Genossenschaften mit Kolonialwaren. 2005 wurde das von der  Genossenschaft Migros Luzern entwickelte Herkunftslabel „Aus der Region. Für die Region.“ übernommen. 2007 hat die Migros Aare das Einkaufszentrum Gäupark  in Egerkingen übernommen. Im gleichen Jahr wurde mit der Eröffnung des ersten Voi-Ladens in Wangen an der Aare im November und des zweiten in Liebefeld im Dezember, ein neues Franchising-System in Betrieb genommen. Die Läden, welche in ehemaligen Migros-Filialen installiert wurden, führen im Gegensatz zu diesen auch Alkohol und Tabakwaren im Sortiment. Inzwischen wurde das Voi-Konzept auch von weiteren Migros-Genossenschaften übernommen. Am 8. Oktober 2008 eröffnete die Migros Aare das Freizeit- und Einkaufszentrum Westside am westlichen Stadtrand von Bern. Für das rund 500 Millionen Franken Bauprojekt hatte sie Daniel Libeskind als Architekten engagiert. 2008 wurde im Westside das erste cha chà-Restaurant eröffnet. 2014 gab es zehn solcher Thai-Restaurants, im März 2021 waren es noch drei, alle in der Stadt Bern. Ende September wurde bekannt, dass es noch zwei cha chà-Restaurant gibt und diese den Betrieb per Ende 2021 einstellen werden. Im August 2015 wurde die erste Gastro-Filiale von my way in Bern eröffnet, welche 2017 wieder geschlossen wurde. Im Oktober 2011 wurde die IP-Suisse-Wiesenmilch eingeführt. Die Migros Aare ist einer der grössten Abnehmer dieser Labelmilch. In den 2010er Jahren begann die Umstellung auf Selbstbedienungskassen und elektronische Preisschilder. Im August 2016 wurde das Einkaufszentrum Welle7 beim Bahnhof Bern eröffnet, wo die Migros Aare als Generalmieterin fungiert. Per 1. Februar 2018 hat die Migros Aare die ehemaligen Grundstücke der Papierfabrik Utzenstorf gekauft.
Ende August 2018 lancierte die Migros Aare mit My Migros einen personalisierten Online-Supermarkt als Pilotprojekt im Raum Bern. Im September 2019 wurde das Liefergebiet auf die ganze Stadt Bern sowie die Städte Thun, Solothurn und Aarau ausgeweitet. 2022 erreichte der Online-Supermarkt einen Marktanteil von 5 Prozent. Da die Wirtschaftlichkeit jedoch nicht gegeben sei, werde das Pilotprojekt – welches inzwischen von der Migros Zürich übernommen wurde – Ende September 2023 eingestellt. Die im Oktober 2018 gestartete App Miacar (auch für Online-Bestellungen) wurde bereits im November 2020 eingestellt. 2019 hat die Migros Aare mit FoodNow ein Essenslieferdienst als Pilotprojekt lanciert. Seit Februar 2023 ist die FoodNow AG eine eigenständige Tochtergesellschaft der Migros Aare und des Migros-Genossenschafts-Bunds. Ende Mai 2024 wurde der Dienst mangels Rentabilität eingestellt. Im Frühling 2020 will die Migros Aare in zwei Filialen in der Region Bern Selbstabfüllungsanlagen testen, um so den verpackungsfreien Einkauf – wie in einem Unverpacktladen – zu ermöglichen. Das entsprechende Projekt startete schliesslich am 5. November in einer Badener Filiale. Zum gleichen Zeitpunkt wurde in der Filiale auch das erste Misenso-Fachgeschäft der Schweiz eröffnet, welches Hörgeräte, Brillen und Kontaktlinsen anbietet. Zudem hat die Migros Aare das Demeter-Sortiment erweitert. 2021 hat die Migros Aare eine Minderheitsbeteiligung an der Capricorn Holding AG übernommen. Ende Mai 2021 wurde bekannt, dass sich die Migros Aare mit 23 Prozent an der Naturparkkäserei Diemtigtal AG beteiligt. Per Mitte November 2021 trat der Geschäftsführer Anton Gäumann wegen nicht reglementskonformen Abläufen und Interessenskonflikten vorzeitig zurück. Er war seit September 2016 Geschäftsführer der Migros Aare und insgesamt 35 Jahre für die Migros tätig. An seine Stelle trat sein Stellvertreter Reto Sopranetti. Der Posten von Sopranetti, der die Direktion Retail interimistisch führte, wurde 2022 von Matthias Baumann, Ehemann der Blochers-Tochter Miriam Blocher, übernommen.
Anfang Dezember 2021 entschieden die Delegierten der Migros Aare, die Genossenschaftsmitglieder darüber abstimmen zu lassen, ob künftig alkoholische Getränke verkauft werden sollen. Die Urabstimmung fand im Juni und Juli 2022 statt. Dabei lehnten die Mitglieder den Alkoholverkauf mit 79,9 % der Stimmen ab, was der zweitdeutlichsten Ablehnung aller zehn Genossenschaften entsprach.
Per 1. Januar 2022 hat Movemi die Fitnesscenter der Genossenschaft Migros Aare (Fitnesspark, Fitnessclub, Only Fitness) übernommen. Die Beteiligung der Migros Aare an der Movemi AG liegt bei 22,06 Prozent. Die Migros-Klubschulen wurden Anfang 2022 von der Miduca übernommen, wobei die Genossenschaft Migros Aare mit 10 Prozent am Unternehmen beteiligt ist. Per 1. Juli 2022 wurde der Golfplatz Moossee von der Migros Golf AG übernommen, welche von der Migros Luzern geführt wird. Die im Jahr 2015 an der Golf Bucheggberg AG (Golfplatz Limpachtal) erworbene Aktienmehrheit von 54,45 Prozent, wurde per Ende November 2022 an eine private Investorengruppe veräussert. Ende 2023 wurde einer der beiden Supermärkte im Shoppi Tivoli geschlossen. Es wurde von acht Melectronics-Filialen und zwei Filialen von Do it + Garden Migros der Genossenschaft Migros Aare bekannt, dass sie im Verlaufe des Jahres 2024 dauerhaft geschlossen werden. Im Berner Länggasse-Quartier betreibt die Genossenschaft Migros Aare seit 1972 eine Supermarkt Filiale und ein Restaurant. Letzteres wurde Ende Juni 2024 geschlossen.
Im November 2023 wurde bekannt, dass der Verwaltungsratspräsident Thomas Aebersold, Bruder des Stadtberner Finanzdirektors Michael Aebersold, per 30. Juni 2024 zurücktritt. Die Verwaltung nominierte Jörg Blunschi, derzeitiger Geschäftsführer der Migros Zürich, zu seinem Nachfolger.
Um die Kapazität der Verteillogistik zu steigern, wurde das Verteilzentrum Schönbühl weiter ausgebaut. Die Anlieferung beim Verteilzentrum erfolgt grösstenteils auf der Strasse und zu ca. 7–8 % per Bahn, die Belieferung der Filialen erfolgt ausschliesslich per Lastkraftwagen. Am 6. September 2024 wurde das neue Verteilzentrum offiziell eröffnet. 2024 wurde die 2021 übernommene Transport- und Entsorgungsfirma Kilcher Transporte AG aus Utzenstorf vom MGB übernommen, welcher sie per 1. Januar 2025 wieder an die Familie Moser-Kilcher zurück verkaufte. Im November 2024 wurde bekannt, dass der seit 2017 bei der Migros Aare existierende Seniorenrabatt, welcher Personen ab 60 Jahren einmal im Monat einen Rabatt von zehn Prozent gewährte, per Ende Jahr abgeschafft wird.
Am 20. März 2025 wurde bekannt, dass der Präsident der Verwaltung, Jörg Blunschi, per sofort zurücktritt. Vorübergehend übernimmt sein bisheriger Stellvertreter, Vizepräsident Kurt Plattner, das Amt. 2024 und 2025 werden/wurden sämtliche Fachmärkte verkauft oder geschlossen, dazu gehören neben Melectronics und Do it + Garden Migros, auch SportX und Micasa.

## Leitung (Auswahl)

### Migros Bern (Geschäftsleiter)
- 1971–1984: Jules Kyburz[73]
- 1984–1995: Peter Everts[74]
- 1995–1998: Gisèle Girgis-Musy[75]

### Migros Aargau/Solothurn (Geschäftsleiter)
- 1967–1988: Konrad Pfeiffer
- 1997–1998: Herbert Bolliger

### Migros Aare (Vorsitzender der Geschäftsleitung)
- Herbert Bolliger, 1998/1999–2005
- Beat Zahnd, 2005–2016[76]
- Anton Gäumann, 2016–2021[77][78]
- Reto Sopranetti, seit 2021 (vorerst ad interim)[79]

## Umsatzentwicklung
Die tabellarische Entwicklung des Umsatzes von 1944 bis 2024 jeweils in Millionen Schweizer Franken (gerundete Werte). Bis 1997 Migros Bern, ab 1998 Migros Aare. Der höchste Umsatz ihrer Geschichte verzeichnete die Migros Aare im Jahr 2018, mit rund 3404 Millionen Schweizer Franken.
| Jahr | Umsatz | Quelle          |
| ---- | ------ | --------------- |
| 1944 | 11,5   | [ 80 ]          |
| 1945 | 11,7   | [ 81 ]          |
| 1946 | 14,9   | [ 82 ]          |
| 1947 | 17,2   | [ 83 ]          |
| 1948 | 20,5   | [ 84 ]          |
| 1949 | 25,1   | [ 85 ]          |
| 1950 | 30,7   | [ 86 ]          |
| 1951 | 33,1   | [ 87 ]          |
| 1952 | 34,8   | [ 88 ]          |
| 1953 | 39,2   | [ 89 ]          |
| 1954 | 43,4   | [ 90 ]          |
| 1955 | 60,7   | [ 91 ]          |
| 1956 |        |                 |
| 1957 | 67,0   | [ 92 ]          |
| 1958 | 74,6   | [ 93 ]          |
| 1959 | 80,4   | [ 94 ]          |
| 1960 | > 99   | [ 95 ]          |
| 1961 | 118    | [ 96 ]          |
| 1962 | 142    | [ 97 ]          |
| 1963 |        |                 |
| 1964 | 185    | [ 98 ]          |
| 1965 |        |                 |
| 1966 |        |                 |
| 1967 |        |                 |
| 1968 | 276    | [ 99 ]          |
| 1969 |        |                 |
| 1970 | 352    | [ 100 ]         |
| 1971 | 400    | [ 101 ]         |
| 1972 | 458    | [ 102 ]         |
| 1973 | 531    | [ 103 ]         |
| 1974 | 603    | [ 104 ]         |
| 1975 | 658    | [ 105 ]         |
| 1976 | 669    | [ 106 ]         |
| 1977 | 728    | [ 107 ]         |
| 1978 | 770    | [ 108 ]         |
| 1979 | 780    | [ 109 ]         |
| 1980 | 829    | [ 110 ]         |
| 1981 | 867    | [ 111 ]         |
| 1982 | 890    | [ 112 ]         |
| 1983 |        |                 |
| 1984 |        |                 |
| 1985 |        |                 |
| 1986 |        |                 |
| 1987 |        |                 |
| 1988 |        |                 |
| 1989 |        |                 |
| 1990 |        |                 |
| 1991 | 1356   | [ 113 ]         |
| 1992 | 1450   | [ 114 ]         |
| 1993 | 1485   | [ 115 ]         |
| 1994 | 1522   | [ 116 ]         |
| 1995 | 1647   | [ 117 ]         |
| 1996 | 1545   | [ 118 ]         |
| 1997 | 1548   | [ 119 ]         |
| 1998 | 2803   | [ 120 ]         |
| 1999 | 2792   | [ 121 ]         |
| 2000 | 2857   |                 |
| 2001 | 2871   | [ 122 ]         |
| 2002 | 2940   | [ 123 ]         |
| 2003 | 3050   | [ 124 ]         |
| 2004 | 3100   | [ 125 ]         |
| 2005 |        |                 |
| 2006 |        |                 |
| 2007 | 3176   | [ 126 ]         |
| 2008 | 3327   | [ 127 ]         |
| 2009 | 3364   | [ 128 ]         |
| 2010 | 3377   | [ 129 ]         |
| 2011 | 3287   | [ 130 ]         |
| 2012 | 3315   | [ 131 ] [ 132 ] |
| 2013 | 3317   | [ 133 ]         |
| 2014 | 3360   | [ 134 ]         |
| 2015 | 3328   | [ 135 ]         |
| 2016 | 3340   | [ 136 ]         |
| 2017 | 3320   | [ 137 ]         |
| 2018 | 3404   | [ 138 ]         |
| 2019 | 3344   | [ 139 ]         |
| 2020 | 3390   | [ 140 ]         |
| 2021 | 3345   | [ 141 ]         |
| 2022 | 3252   | [ 142 ]         |
| 2023 | 3336   | [ 143 ]         |
| 2024 | 3260   | [ 144 ]         |